# Alex Jordan (actrice pornographique)
Pour les articles homonymes, voir Alex Jordan et Jordan.
Alex Jordan, née le 20 septembre 1963 à Los Angeles, morte le 2 juillet 1995 à Marina Del Rey, est une actrice de films pornographiques américaine.

## Biographie
Elle a joué dans des films réalisés par Henri Pachard, Seymore Butts, Paul Thomas...
Alex Jordan reçoit plusieurs « AVN Awards » en 1993.
En 1995 elle est retrouvée morte pendue, on présume un suicide. Alex Jordan pratiquait le bondage.

### Récompenses
- 1993 : AVN Award Meilleure nouvelle starlette (Best New Starlet)[1]
- 1993 : AVN Award Meilleure scène de sexe en couple - Vidéo (Best Couples Sex Scene - Video) pour The Party (avec Joey Silvera)[1]
- 1993 : FOXE, Video Vixen Award

## Filmographie sélective
- American Dream Girls 4 (1996)
- Buttman's Butt Freak 2 (1996)
- Nasty Nymphos 12 (1996)
- Way They Wuz (1996)
- Forbidden Pleasures (1995)
- Gangbang Girl 16 (1995)
- Gorgeous (1995)
- Jasmine's Girls (1995)
- Laguna Nights (1995)
- Layover (1995)
- Misty @ Midnight (1995)
- Nasty Nymphos 8 (1995)
- Nightvision (1995)
- Pure Filth (1995)
- Double Penetration 6 (1994)
- Domination (1994)
- Blonde Justice (1993) (V)
- Nasty Girls #1 (1993)
- Alex Jordan's First Timers #3 (1993) (V)
- Seymore Butts: In the Love Shack (1992)
- Bonnie & Clyde: Outlaws of Love (1992) (V)